# Molgula napiformis
Molgula napiformis is een zakpijpensoort uit de familie van de Molgulidae. De wetenschappelijke naam van de soort is voor het eerst geldig gepubliceerd in 1993 door Lambert.